# Kurgunta
Kurgunta är en ort i Indien.   Den ligger i distriktet Gulbarga och delstaten Karnataka, i den centrala delen av landet, 1 300 km söder om huvudstaden New Delhi. Kurgunta ligger 425 meter över havet och antalet invånare är 8 682.
Terrängen runt Kurgunta är platt. Runt Kurgunta är det ganska tätbefolkat, med 179 invånare per kvadratkilometer. Närmaste större samhälle är Seram, 7,4 km väster om Kurgunta. Trakten runt Kurgunta består till största delen av jordbruksmark.